# Буртинский, Эдвард
Э́двард Бурти́нский (англ. Edward Burtynsky, род. 22 февраля 1955, Сент-Катаринс, Онтарио) — канадский фотограф. Его фотографии индустриальных пейзажей включены в коллекции более пятидесяти крупнейших музеев мира, включая Национальную галерею Канады, Национальную библиотеку в Париже, Музей современного искусства и Музей Гуггенхайма в Нью-Йорке, Музей королевы Софии в Мадриде и Музей искусств Лос-Анджелеса в Калифорнии.

## Ранние годы
Буртинский родился в Сент-Катаринсе (Онтарио). Его родители иммигрировали в Канаду в 1951 году из Украины. Его отец нашёл работу на производственной линии на местном заводе General Motors. Когда ему было 11, отец купил тёмную комнату с камерами и инструкциями. Вместе с отцом Буртинский научился делать чёрно-белые фотографические отпечатки, и со старшей сестрой начал зарабатывать съёмкой портретов в местном украинском центре. В начале 1970-х Буртинский нашёл работу в печати, посещал вечерние курсы по фотографии, а позже поступил в Райерсонский политехнический институт.

## Образование
С середины 1970-х по начало 1980-х годов Буртинский изучал изобразительные искусства и фотографию. В 1976 году он получил диплом по изобразительным искусствам в Ниагарском колледже в Велланде (Онтарио), а в 1982 году — степень бакалавра прикладных искусств (BAA) по фотографическому искусству в Райерсонском политехническом институте в Торонто (Онтарио).

## Фотография
Наиболее известные фотографии Буртинского представляют собой виды на ландшафты, изменённые промышленностью: шахтные отходы, карьеры, свалки. Величественность красоты его изображений часто противоречит изображённой среде. Буртинский совершил несколько поездок в Китай, чтобы запечатлеть промышленное становление страны и строительство крупнейшей электростанции в мире — ГЭС Три ущелья.
На ранние работы Буртинского оказали влияние Энсел Адамс, Эдвард Уэстон, Эдвард Мейбридж и Карлтон Уоткинс, с чьими работами он познакомился в Метрополитен-музее в начале 1980-х годов.
Большинство фотографий Буртинского были сделаны полевой камерой большого формата на большую 4×5-дюймовую листовую плёнку и проявлены в отпечатки высокого разрешения размером около 50×60 дюймов. Он часто ищет возможность снять пейзаж сверху, используя высокие платформы, природный рельеф, а иногда и вертолёты. Недавно он начал использовать цифровую камеру для некоторых фотографий.

## Другие проекты
В 1985 году Буртинский создал Toronto Image Works — заведение, предлагающее фотолаборатории и оборудование в аренду. В 1986 году в нём была открыта галерея, в которой демонстрируются работы местных и зарубежных художников. В настоящее время Буртинский — президент Toronto Image Works.
В 2006 году о творчестве Буртинского был снят документальный фильм «Manufactured Landscapes», получивший ряд международных наград.
Некоторые фотографии Буртинского представлены на стенах Национального мемориала Холокоста, открытого в 2017 году в Оттаве.